# Ika Hügel-Marshall
 (janvier 2021).
Erika Hügel-Marshall, surnommée Ika Hügel-Marshall, est une écrivaine et militante afro-allemande, née le 13 mars 1947 en Bavière et décédée le 21 avril 2022 à Berlin.
Elle est notamment connue pour son militantisme au sein de l'organisation afroféministe allemande ADEFRA (Afro-Deutsche Frauen). 

## Biographie

### Enfance et formation
Erika Hügel-Marshall est née le 13 mars 1947 d'une mère bavaroise blanche et d'un soldat afro-américain, Eddie Marshall, rentré aux États-Unis avant sa naissance.
Lors de son entrée à l'école en 1952, les services sociaux contraignent sa mère à l'envoyer à l'orphelinat La Maison des enfants de la petite cabane de Dieu. Jusqu'en 1970, les enfants dits « illégitimes » sont considérés en Allemagne comme pupilles de l'État, qui en assure alors la responsabilité éducative. À l'âge de 6 ans, Hügel-Marshall est finalement confiée par sa mère à un orphelinat.
Bien qu'elle ait une enfance paisible, Ika est stigmatisée en raison de sa couleur de peau. En grandissant, elle fait face à un racisme constant et est décrite par la communauté locale comme une « Negermischling », « Mischling » étant le terme utilisé par les nazis pour désigner les enfants nés d'un parent juif et d'un parent non juif. Elle est traitée avec condescendance par les religieuses. Malgré ses demandes répétées pour intégrer une école qui lui permettrait d'accéder à des études supérieures pour devenir enseignante, elle est transférée dans un pensionnat où elle est formée pour s'occuper de jeunes enfants.

### Carrière
Elle poursuit ses études et obtient une licence en éducation et protection de l'enfance. Dans les années 1980, elle trouve du travail dans une maison pour enfants à Francfort-sur-le-Main, où elle demeure pendant douze ans. En collaboration avec les autres enseignants et face à l'opposition de la direction de l'école, elle fait des changements substantiels et impulse sa modernisation. Tout en y travaillant, elle obtient un diplôme en travail social et en pédagogie.

### Mort
Elle meurt le 21 avril 2022 à l'âge de 74 ans.

## Vie privée
Lors de son mariage à Francfort avec un Allemand blanc nommé Alexander, elle déclare avoir été victime de plusieurs incidents. Quand elle et Alexander vont chercher leur licence de mariage, l'officier d'état civil salue Alexander, note son nom, puis demande « Où est la mariée ? ». Alors qu'ils descendent les marches du palais de justice après leur mariage, un passant offre ses félicitations de mariage à la demoiselle d'honneur.
Ika Hügel-Marshall est, depuis la conjointe de Dagmar Schultz, féministe, sociologue et réalisatrice avec qui elle milite.
En 1965, elle tente de retrouver son père et lui écrit une lettre expliquant sa situation, mais la lettre est retournée marquée de l'inscription « adresse insuffisante ». Elle n'abandonne pas l'espoir de le retrouver et, quand, en 1990, elle déménage à Berlin, elle rencontre des gens qui lui offrent de l'aider à retrouver son père et sa famille paternelle. En 1993, à l'âge de 46 ans, elle rencontre finalement son père et sa famille américaine à Chicago, où elle est accueillie et acceptée comme une égale. Hügel-Marshall dit plus tard « voici la fin de mon voyage », ajoutant « je savais que ma survie dans une société raciste blanche n'était pas pour rien ». Son père meurt l'année suivante.
En 1993, Ika retrouve la trace de son père. Il vit à Chicago.

## Activisme

### Intégration à l'ADEFRA: Les «femmes afro-allemandes»
Au cours de la décennie 1980, Ika Hügel-Marshall devient active dans le mouvement des droits des femmes à Francfort. Cependant, même parmi ses collègues militantes féministes, elle se sent isolée, car elle est la seule femme noire. Elle n'a jamais rencontré un autre Allemand noir et, au cours de ses années passées au foyer pour enfants, elle a appris à considérer les Noirs, y compris elle-même, comme inférieurs et immoraux. Des années plus tard, elle déclare que « la chose la plus désastreuse que j'ai apprise à la maison était la haine de soi ».
En 1986, elle assiste à une réunion d'Afro-Allemands de l'ADEFRA, abréviation de afrodeutsche Frauen (femmes afro-allemandes). Elle a 39 ans et c'est la première fois qu'elle voit « un visage noir qui n'était pas le sien ». Elle est touchée par le sentiment d'appartenir à une communauté et devient activiste pour la cause afro-allemande, étudiant l'histoire des Afro-Allemands et affirmant leur légitimité dans une société qui suppose toujours que les Allemands doivent être blancs.
Elle utilise la littérature et les médias pour attirer l'attention sur le statut des Afro-Allemands comme « statistiquement invisibles et pourtant inconfortablement voyant ». Elle et d'autres personnes germanophones noires[évasif] n'étaient généralement pas acceptées comme allemands en raison de leur couleur de peau.
Le mouvement afro-allemand, fondé en même temps que l'Initiative des Allemands noirs (Initiative Schwarze Deutsche), utilise la construction communautaire « pour résister à la marginalisation et à la discrimination, pour gagner l'acceptation sociale et pour se construire une identité culturelle ».
Le travail de Hügel-Marshall a été influencé par l'activiste américaine des droits civiques Audre Lorde. Lorde vivait en Allemagne quand l'ADEFRA a été fondée et a encouragé les Afro-Allemands à se réunir et à discuter de leurs vies. Elle les a aussi enjoints à écrire leurs autobiographies, ce que fit Hügel-Marshall. Hügel-Marshall, après avoir lu le travail de Lorde, avait hâte de la rencontreret ce souhait se réalisa en 1987. En 2012, elle assiste au festival culturel Audre Lorde Legacy à Chicago avec sa conjointe cinéaste Dagmar Schultz. À ce festival était présenté le documentaire Audre Lorde: The Berlin Years 1984 to 1992 dont elle a co-écrit le script[source secondaire souhaitée].
Dans son autobiographie Daheim unterwegs. Ein deutsches Leben, publiée en anglais sous le titre Invisible Woman: Growing up Black in Germany (Femme invisible: grandir en tant que noire en Allemagne), elle relate sa vie de militante féministe et antiraciste . Elle aborde également dans cet ouvrage le sujet du racisme en Allemagne ainsi que sa quête d'une identité familiale. Orpheline, le racisme dont elle est victime durant son enfance est, selon elle, à l'origine de son engagement militant, qui débute dans les années 1980.
Ses écrits auront une influence importante sur Audre Lorde, activiste afro-américaine. 

## Publications
En 1998, Hügel-Marshall publie son autobiographie, Daheim unterwegs: Ein deutsches Leben. Daheim signifie «à la maison» tandis que unterwegs signifie «en route» ou «en transit»; la combinaison est un oxymore évoquant quelqu'un qui cherche une maison dans son propre pays. La traduction anglaise du livre, publiée en 2001 par Continuum International Publishers, est intitulée Invisible Woman : Growing Up Black en Allemagne. Une version anglaise annotée est publiée par Peter Lang Publishing en 2008. Le livre relate son expérience en tant qu'afro-allemande et explore la relation avec son père et avec l'Allemagne.
Le livre a remporté le prix littéraire Audre Lorde et a été lu par Hügel-Marshall lors d'événements publics en Allemagne, en Autriche et aux États-Unis. En 2007, elle donne une lecture et un séminaire sur le livre à l'université de Rochester . En 2012, elle donne une lecture publique au Festival annuel du film de Berlin et au-delà de l'Institut Goethe.